# فرانکی بان
فرانکی بان (انگلیسی: Frankie Bunn؛ زادهٔ ۶ نوامبر ۱۹۶۲) بازیکن فوتبال اهل بریتانیا است.
از باشگاه‌هایی که در آن بازی کرده‌است می‌توان به باشگاه فوتبال هال سیتی، باشگاه فوتبال لوتون تاون، باشگاه فوتبال استالی‌بریج سلتیک و باشگاه فوتبال اولدهام اتلتیک اشاره کرد.